# Karstädt (Mecklenburg)
Karstädt is een gemeente in de Duitse deelstaat Mecklenburg-Voor-Pommeren, en maakt deel uit van de Landkreis Ludwigslust-Parchim.
Karstädt telt 603 inwoners.
Behalve de hoofdplaats Karstädt hoort ook het Ortsteil Neu Karstädt tot de gemeente.
Karstädt is bereikbaar via de Bundesstraße 191 welke de verbinding vormt met Bundesstraße 5 en de autosnelweg A14.

## Geschiedenis
Bodemvondsten geven aan dat de omgeving van Karstädt in de steentijd bewoond werd. Het huidige Karstädt ontstond in de dertiger jaren van de 13e eeuw.
De eerste schriftelijke vermelding stamt uit 1259.
Neu Karstädt ontstond in het midden van de 19e eeuw. Tot in de 20e eeuw werden rijen langwerpige hoeveboerderijen gebouwd welke kenmerkend zijn voor zuidwestelijk Mecklenburg.

## Fotogalerij

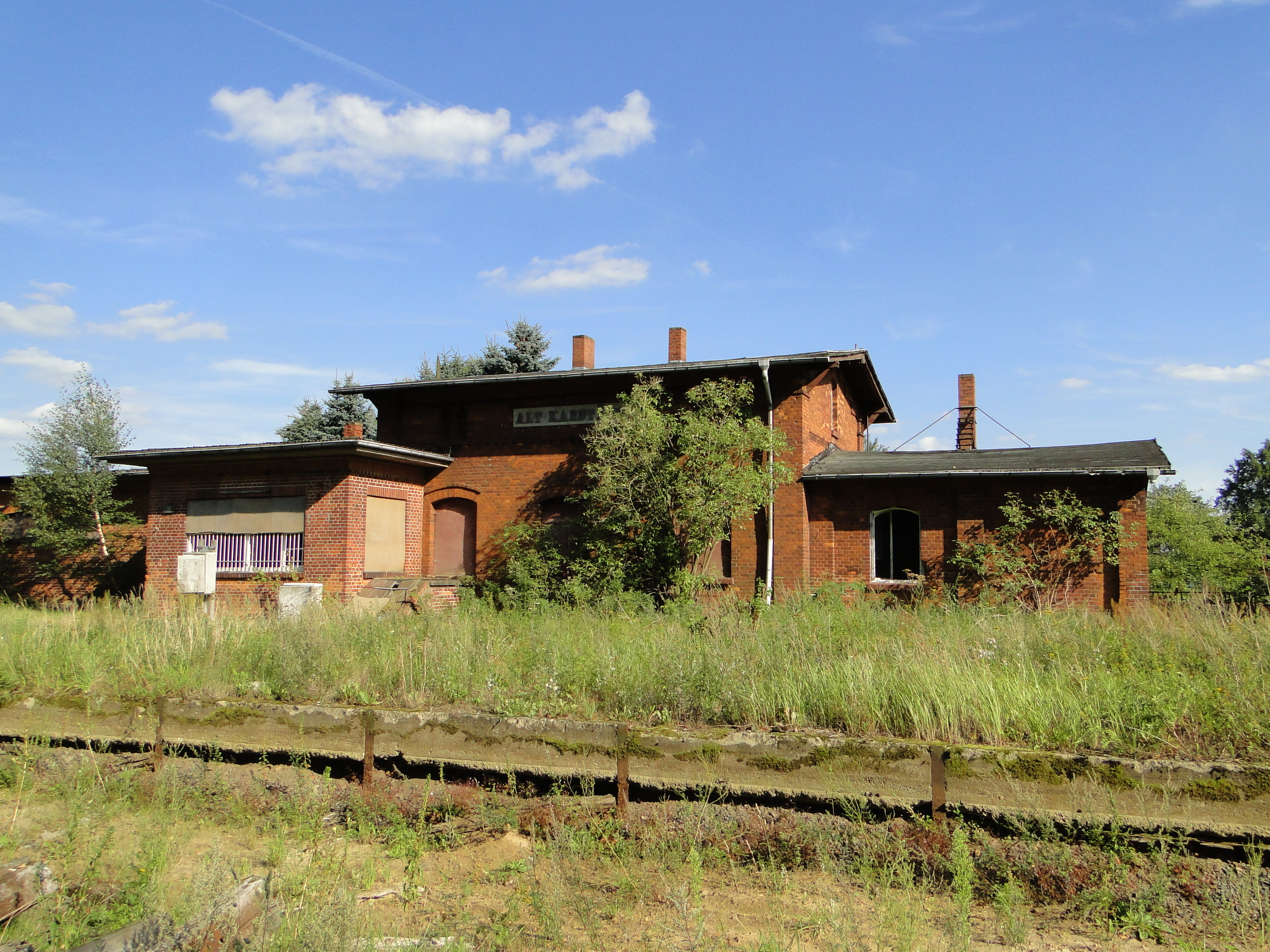
Station Alt Karstädt
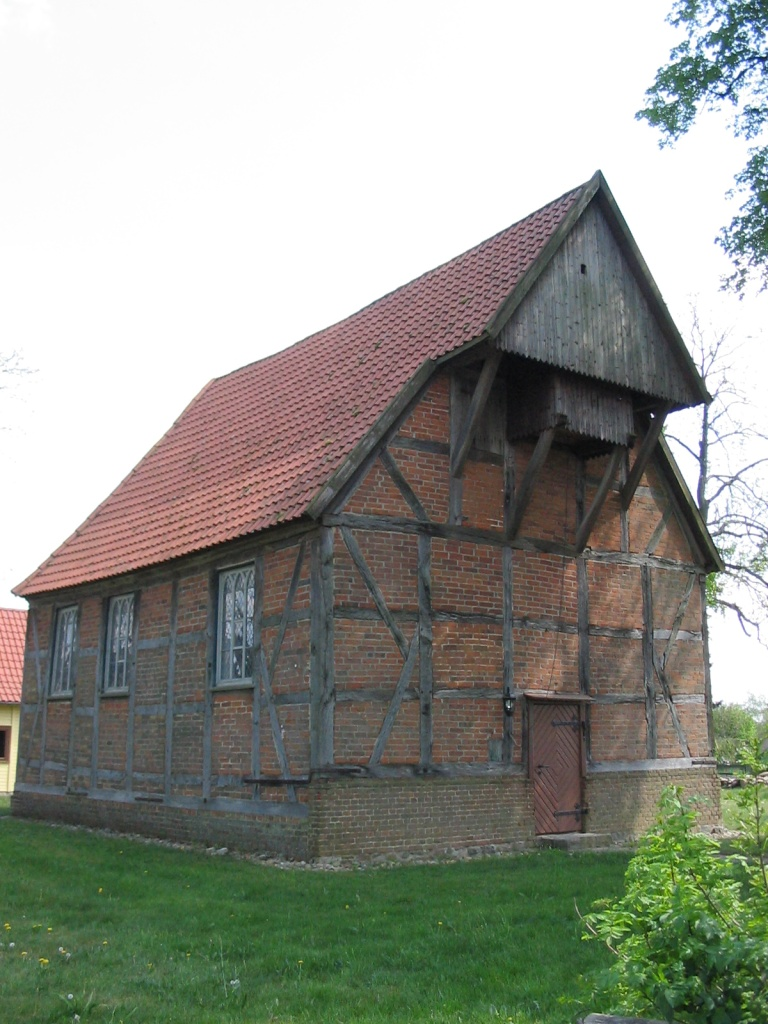
Kerk van Karstädt